# دبليو 59 (قنبلة نووية)

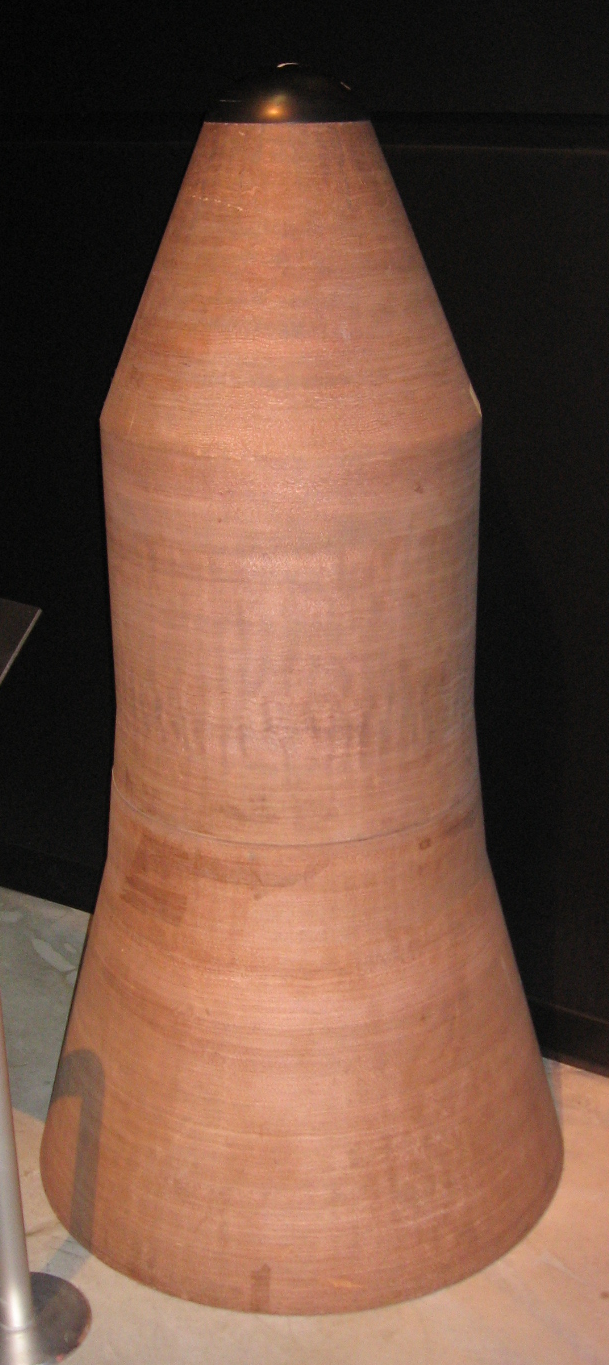
دبليو 59

دبليو 59 هو رأس حربي نووي حراري أمريكي يستخدم في بعض الصواريخ من 1962 إلى 1969  وكان يخطط لاستخدامه في إطلاقه كصاروخ باليستي الذي يتم إطلاقه جواً.
تم إنتاج 150 قنبلة من دبليو 59 وتشير أبحاث هانسن إلى أن بداية استخدمه في القنبلة النووية بي 43 الأمريكية ولم يتم اختبار الأسلحة على نطاق واسع مثل بعض النماذج السابقة بسبب الوقف الاختياري للتجارب النووية في منتصف ستينيات القرن العشرين.